# Dekaloog, een
Dekaloog, een (Pools: Dekalog, jeden) is een Poolse televisiefilm uit 1988. Dit eerste deel van de Dekaloogserie van regisseur Krzysztof Kieślowski gaat over het eerste gebod: Vereer naast mij geen andere goden.

## Verhaal
De 12-jarige Paweł is geïnteresseerd in grote levensvragen. Hij krijgt hierop verschillende antwoorden door het rationele perspectief van zijn vader Krzysztof en het religieuze perspectief van diens zus Irena. Samen met zijn zoon berekent Krzysztof met behulp van een computer de sterkte van het ijs. De berekening geeft aan dat het ijs sterk genoeg is, zodat Paweł zijn kerstgeschenk, nieuwe schaatsen, kan uitproberen. 
De volgende dag hoort Krzysztof sirenes van brandweerlieden en ziet mensen zich naar het meer spoeden. Even later komt de moeder van een klasgenoot van Paweł naar Krzysztof en vertelt dat de Engelse les waar Paweł had moeten zijn werd geannuleerd vanwege ziekte van de lerares. Krzysztof blijft aanvankelijk kalm en weigert te geloven dat het ijs op het meer heeft kunnen breken aangezien zijn berekeningen duidelijk aangaven dat dit niet mogelijk was. Hij krijgt van een van Pawełs vrienden de bevestiging dat Paweł op het moment van het ongeval aan het schaatsen was. Wanneer Krzysztof en Irena de lichamen zien die uit het water gehaald worden, dringt tot hen door dat Paweł verdronken is. Krzysztof gaat naar een in aanbouw zijnde kerk waar hij een altaar vernielt; daarna neemt hij een stukje bevroren wijwater uit een wijwatervat waarmee hij zijn voorhoofd markeert.

## Rolverdeling
| Acteur                  | Personage                                             |
| ----------------------- | ----------------------------------------------------- |
| Henryk Baranowski       | Krzysztof, een universiteitsprofessor in de taalkunde |
| Wojciech Klata          | Pawel, zijn 12-jarige zoon                            |
| Maja Komorowska         | Irena, de zus van Krzysztof                           |
| Maria Gladkowska        | lerares Engels                                        |
| Magda Sroga-Mikolajczyk | journalist                                            |
| Agnieszka Brustman      | schaker                                               |
| Aleksandra Majsiuk      | Ola                                                   |